# Namea
Namea is een geslacht van spinnen uit de familie van de Anamidae.
Namea werd in 1984 beschreven door Raven.

## Soorten
Namea omvat de volgende soorten:
- Namea brisbanensis Raven, 1984
- Namea bunya Raven, 1984
- Namea calcaria Raven, 1984
- Namea callemonda Raven, 1984
- Namea capricornia Raven, 1984
- Namea cucurbita Raven, 1984
- Namea dahmsi Raven, 1984
- Namea dicalcaria Raven, 1984
- Namea excavans Raven, 1984
- Namea flavomaculata (Rainbow & Pulleine, 1918)
- Namea gloriosa Rix, Wilson & Harvey, 2020
- Namea gowardae Rix, Wilson & Harvey, 2020
- Namea jimna Raven, 1984
- Namea nebo Rix, Wilson & Harvey, 2020
- Namea nebulosa Raven, 1984
- Namea nigritarsus Rix, Wilson & Harvey, 2020
- Namea olympus Raven, 1984
- Namea salanitri Raven, 1984
- Namea saundersi Raven, 1984